# Administración apostólica de Alta Jazira
La administración apostólica de Alta Jazira de los caldeos o de la Mesopotamia Superior (en latín: Apostolicam administrationem de Gazira superiore Chaldaeorum) fue una circunscripción eclesiástica de la Iglesia católica en Siria, Líbano y Turquía, perteneciente a la Iglesia católica caldea, que existió entre 1938 y 1957. 

## Territorio
La administración apostólica comprendió inicialmente todo el territorio del mandato francés de Siria. Tras su disolución, comprendió Siria, Líbano y nominalmente el sector de la provincia turca de Hatay que había formado parte del mandato francés. Para 1956 totalizaba 198 500 km².
La sede de la administración apostólica estuvo inicialmente en Alepo en Siria, pero en algún momento entre 1946 y 1948 el administrador apostólico fijó su sede en Beirut, Líbano.

## Historia
Al ingresar el Imperio otomano en la Primera Guerra Mundial, el 4 de noviembre de 1914 el líder de los Jóvenes Turcos, Enver Bajá, anunció la yihad o la guerra santa contra los cristianos del imperio. Los territorios en los que vivía el pueblo asirio fueron invadidos por fuerzas otomanas y sus aliados kurdos y árabes, por lo que los asirios debieron huir a Persia y Rusia o enfrentar las masacres a las que se vieron sometidos. Sin embargo, la mayoría de los que escaparon de las masacres del genocidio asirio murieron de frío en invierno, de hambre o de enfermedades originadas por la situación. El desastre golpeó principalmente las regiones asirias en las que se ubicaban las diócesis caldeas Amida, Mardin, Siirt, Gazarta y Van, que quedaron completamente arruinadas. El último eparca de Gazarta, Philip Yaʿqob Abraham, fue fusilado por los turcos el 26 de agosto de 1915 junto con otros seis sacerdotes.
Para 1913 el patriarcado de Babilonia de los caldeos administraba la diáspora caldea en los territorios de la actual Siria mediante vicarios patriarcales residentes en Damasco, Alepo y Deir ez-Zor. Para enfrentar la nueva situación derivada de la guerra el patriarca reunió los tres vicariatos en uno solo de Siria en 1918.
El 1 de octubre de 1918 fuerzas británicas y árabes entraron en Damasco y el 29 de septiembre de 1923 la Sociedad de las Naciones estableció el mandato francés de Siria y Líbano.
El 30 de septiembre de 1938 la Congregación para las Iglesias Orientales emitió una provisión eclesiástica a nombre del papa Pío XI erigiendo la administración apostólica de Alta Jazira de los caldeos:

SACRA CONGREGATIO PRO ECCLESIA ORIENTALI
PROVISIO ECCLESIARUM
Ssmus Dominus Noster Pius Divina Providentia Papa XI, successivis decretis S. C. Pro Ecclesia Orientali, singulas quae sequuntur Ecclesias de novo Pastore providere dignatus est, nimirum:
die 30 Septembris 1938. — Titulari episcopali Ecclesiae Bathnensi praefecit R. D. Gabrielem Naamo, quem deputavit Administratorem Apostolicum pro Chaldaeis Siriae, Libani, Altae Gazirae, et Hatay (Alexandrettae).

La nueva administración apostólica cubrió todo el territorio asignado a Francia como mandato de la Sociedad de las Naciones y reemplazó a los vicariatos patriarcales caldeos de Siria y de Beirut. Quedó también incluido el territorio de la eparquía de Gazarta que con el nombre de Alta Jazira había quedado dentro del mandato francés. Gabriel Naamo, consagrado obispo titular de Batne el 21 de septiembre de 1938, fue designado administrador apostólico. De acuerdo al Anuario Pontificio, Naamo fue también designado administrador apostólico de la eparquía de Gazarta de los caldeos, cuyo territorio había quedado dividido entre el mandato francés de Siria, el mandato británico de Irak y Turquía. 
El 7 de septiembre de 1938 al antiguo sanjacato de Alejandreta (que había sido parte del valiato de Alepo y luego del mandato francés de Siria) se declaró independiente como Estado de Hatay y el 23 de julio de 1939 fue reanexado a Turquía como provincia de Hatay. El 22 de noviembre de 1943, Líbano, y el 24 de octubre de 1945, Siria, se transformaron en repúblicas independientes.
El 3 de julio de 1957 fue erigida la eparquía de Beirut de los caldeos mediante la bula Etsi taeterrima del papa Pío XII, separando el territorio libanés de la administración apostólica de Alta Jazira:

Apostolicam administrationem de Gazira superiore Chaldaeorum tollimus, atque Libani territorium, quod adhuc sub dicione erat eiusdem administrationis, in novae dioecesis formam redigimus, Berytensis Chaldaeorum appellandam, fidelibus scilicet accurandis Chaldaici ritus in eodem Libano degentibus.

Con el territorio sirio de la administración apostólica el mismo día fue erigida la eparquía de Alepo de los caldeos mediante la bula Quasi pastor:

Apostolicam administrationem de Gazira superiore Chaldaeorum omnino exstinguimus, ideoque Syriam regionem, quae adhuc eiusdem administrationis iuri subiciebatur, in novae formam redigimus dioecesis, Aleppensis Chaldaeorum nuncupanda ad eorum curationem christianorum e chaldaico ritu ibi commorantium. Cuius dioecesis Episcopus proprium domicilium in urbe Aleppo constituet, cathedramque suae pontificalis auctoritatis in curiali templo, ibi exstante, collocabit, quod Nostro Apostolico Internuntio aptius videbitur.

El administrador apostólico Gabriel Naamo pasó a ocupar la función de obispo eparca de Beirut. La bula Quasi pastor expresamente extinguió la administración apostólica de Alta Jazira sin mencionar el territorio de Hatay.

## Episcopologio
- Gabriel Naamo † (30 de septiembre de 1938-3 de julio de 1957 nombrado obispo de Beirut de los caldeos)

## Estadísticas
De acuerdo al Anuario Pontificio 1957 la administración apostólica tenía a fines de 1956 un total de 10 800 fieles bautizados.
| Año  | Población            | Población | Población      | Sacerdotes | Sacerdotes    | Sacerdotes    | Bautizados por sacerdote | Diáconos permanentes | Religiosos | Religiosos | Parroquias |
| Año  | Bautizados católicos | Total     | % de católicos | Total      | Clero secular | Clero regular | Bautizados por sacerdote | Diáconos permanentes | Varones    | Mujeres    | Parroquias |
| ---- | -------------------- | --------- | -------------- | ---------- | ------------- | ------------- | ------------------------ | -------------------- | ---------- | ---------- | ---------- |
| 1957 | 10 000               | 5 000     | 0.2            | 16         | 14            | 2             | 625                      |                      |            |            | 12         |